# Dysstroma sagittiferata
Dysstroma sagittiferata är en fjärilsart som beskrevs av Heydemann 1961. Dysstroma sagittiferata ingår i släktet Dysstroma och familjen mätare. Inga underarter finns listade i Catalogue of Life.